# Demir Hisar
Demir Hisar (in macedone Демир Хисар?) è un comune urbano della Macedonia del Nord.
Il comune confina con Drugovo a nord, con Kruševo e Mogila ad est, con Bitola a sud e con Resen, Ocrida e Debarca ad ovest.

## Società

### Evoluzione demografica
Secondo il censimento nazionale del 2002 il comune conta 9 497 abitanti. I principali gruppi etnici includono:
- Macedoni = 9.185
- Albanesi = 232
- serbi = 49

## Località
Il comune è formato dall'insieme delle seguenti località:
- Demir Hisar (sede comunale)
- Žurče
- Barakovo
- Belče
- Edinakovo
- Graište
- Kočište
- Kutretino
- Leskovo
- Novo Selo
- Obednik
- Pribilci
- Rakitnica
- Rastojca
- Sladuevo
- Slepče
- Smilevo
- Strugovo
- Suvodol
- Sveta
- Utovo
- Vardino
- Zagoriče
- Železnec
- Žvan
- Babino
- Bazernik
- Boište
- Brezovo
- Cerovo
- Dolenci
- Golemo Ilino
- Malo Ilino
- Mrenoga
- Radovo
- Sloeštica
- Sopotnica
- Suvo Grlo
- Velemvci
- Virovo
- Zašle